# يوروفايتر تايفون
يوروفايتر تايفون (بالإنجليزية: Eurofighter Typhoon)‏ هي طائرة قتالية متعددة المهام، ذات محركين، وبقدرة عالية على المناورة، صممت وبنيت من قبل شركة يوروفايتر المحدودة وهو كونسورتيوم يضم شركات من أربع دول أوروبية تأسس في عام 1986.
دخلت المقاتلة حيز الخدمة لأول مرة في 8 أبريل 2003 في ألمانيا. وصممت المقاتلة بتكوين جناح دلتا ليعطيها مزيجًا من خفة الحركة، وقدرات تخفي، وزودت بأنظمة طيران متقدمة.
إنتاج طائرة يوروفايتر تايفون إلى ثلاث مراحل (أو شرائح)، ومع كل شريحة جديدة كانت هناك زيادة تدريجية في قدرات الطائرة. المقاتلة في الخدمة مع سلاح الجو الملكي، وسلاح الجو الألماني (لوفتڤافه)، والقوة الجوية الإيطالية، والقوات الجوية الإسبانية والقوات الجوية الملكية السعودية، وسلاح الجو النمساوي. وكانت المملكة العربية السعودية قد وقعت عقدا في عام 2007، لشراء 72 طائرة، بقيمة 4,430 مليون جنيه (حوالي 6,400 مليون يورو. كما أن سلطنة عمان طلبت 12 طائرة، ستدخل الخدمة في عام 2017.

## نبذة
تتميز طائرة «التايفون» بتصميم إيرودينامكي عالي يمنحها قدرة عالية على المناورة حيث تعتمد الطائرة مبدئ الهيكل الغير المستقر إيروديناميكا وتحقيق الاستقرار المطلوب عن طريق أنظمة الطيران السلكي الحاسوبي الرقمي. أجنحة المقاتلة من النوع «المثلث» -دلتا- المصنوع من المواد المركبة في معظمه واستخدم في صناعة الهيكل والجناح مواد الكربون المركب والبلاستيك الزجاجي المقوى والتيتانيوم والالمونيوم. تستخدم جنيحات التقلب الأمامية في المساهمة في تحقيق مستوى المناورة الفائقة.

مخطط التعليق في الطائرة

رغم أن يوروفايتر تايفون لا تصنف كمقاتلة خفية إلا أن عناصراً في التصميم سمحت بخفض مقطعها الرإداري مقارنة بالجيل السابق من المقاتلات الأوروبية حيث صممت مداخل الهواء بحيث تخفي واجهة المقطع الأمامي لمروحة تربينة المحرك النفاث وهو يعتبر واحدا من أهم العواكس الرإدارية في أي طائرة نفاثة، ومع توفر القدرة على استخدام مواد ماصة للموجات الرإدارية في بعض مناطق الهيكل الخارجي نجح في التخفيض من المقطع الرإداري في الواجهة الأمامية من المقاتلة ولكن ليس لمستوى المقاتلات الخفية. تدفع هذه المقاتلة بزوج من المحركات النفاثة التوربينية عالية الأداء من طراز إي جيه 200 (EJ200) من إنتاج شركة يوروجت توربو يولد كل محرك مقدراه 20,250 رطل (90 كيلو نيوتن)، من الدفع عند استخدام الحارق الخلفي. وبإمكانهما دفع المقاتلة التحليق بسرعة تفوق سرعة الصوت دون الحاجة إلى حرق وقود إضافي تطبيقا لمفهوم «التطواف الفائق» وعلى العكس من المقاتلة الأمريكية إف - 22 رابتور فإنه لا يعرف مدى فعالية تطبيق التطواف الفائق في المقاتلة الأوروبية.

## ميزات تقليل بصمه الرادار
تمت اتخاذ إجراءات لتقليل مقطع العرض الراداري (RCS) لطائرة التايفون، على الرغم من عدم تصنيفها كمقاتلة غير مرئية، وخاصةً من الجانب الأمامي؛ فمثال على هذه الإجراءات هو أن طائرة التايفون لديها فتحات مداخل الهواء تخفي الجزء الأمامي من المحركات (التي تشكل هدفًا قويًا للرادار) عن الرادار. تم تصميم العديد من الأهداف الرئيسية المحتملة للرادار، مثل الجناح والكنارد وحواف الزعانف، بزاوية مائلة عالية لتعكس طاقة الرادار بعيدًا عن الجانب الأمامي. يتم تثبيت بعض الأسلحة الخارجية جزئيًا متجاوبة في الطائرة، مما يحمي هذه الصواريخ جزئيًا من موجات الرادار الواردة. بالإضافة إلى ذلك، تطلى العديد من المواد التي تمتص الرادار (RAM)، التي تم تطويرها بشكل أساسي من قبل EADS/DASA، العديد من المنعكسات الأكثر أهمية، مثل حواف الجناح وحواف ومداخل المداخل والداخلية ومحيط الزعانف والشرائح.
قامت الشركات المصنعة بإجراء اختبارات على نماذج التايفون المبكرة لتحسين خصائص الرؤية المنخفضة للطائرة منذ بداية التسعينات. تم قياس مقطع العرض الراداري (RCS) للطائرة في اختبارات في وارتون على نموذج DA4 وتمت دراسة تأثيرات مجموعة متنوعة من طلاءات التي تمتص الرادار (RAM) ومركبات الكمبيوتر. تم اتخاذ تدابير أخرى لتقليل احتمال اكتشاف الطائرة، مثل استخدام الحساسات السلبية (PIRATE IRST)، والتي تقلل من إشعاع الانبعاثات الإلكترونية الخادعة. على الرغم من أن الكنارد لديها عمومًا خصائص ضعيفة للرؤية من الجانب بسبب زاوية الزاوية إلى الجسم، فإن نظام التحكم في الطيران مصمم للحفاظ على توازن الإيلون والكنارد بزاوية تكون فيها أصغرمقطع عرض راداري (RCS).

## شركات الإنتاج

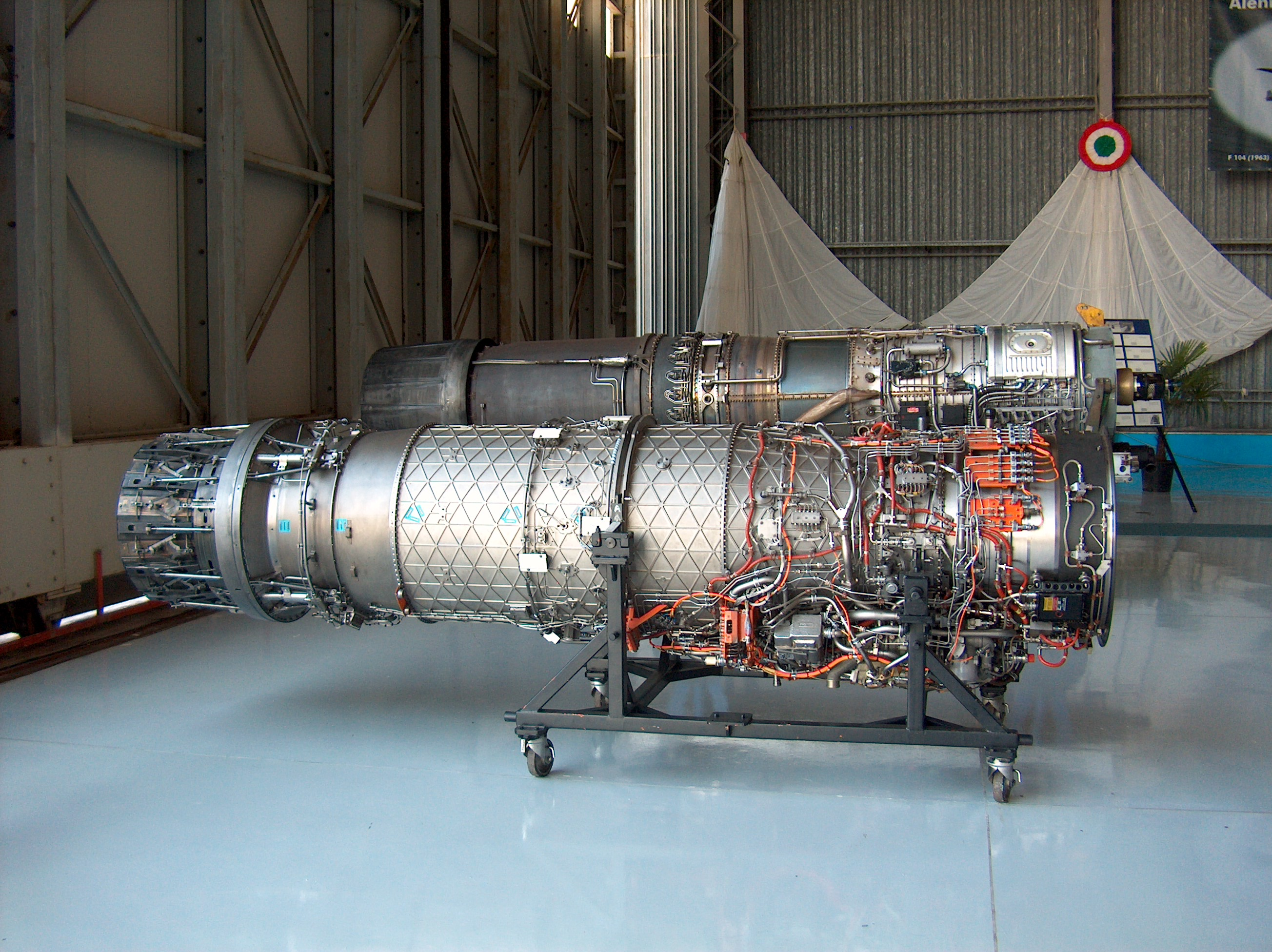
محرك الطائرة من طراز إي جيه 200 وانتاج يوروجت توربو

تساهم في إنتاج التايفون، مجموعة من عدة شركات هي بي إيه إي سيستمز البريطانية، «الينيا ايرونوتيكا» الإيطالية، إي أي دي إس الألمانية، و«ايدس كاسا» الأسبانية.
وقد حلقت الطائرات الاربع الأولى لهذه الدول المشاركة في المشروع لأول مرة في فبراير 2003م وتمت الموافقة على نموذج التصميم النهائي لها في يونيو من العام نفسه.
وزود سلاح الجو الألماني ثم الأسباني يليه الملكي البريطاني بأول طائرات تايفون ذات المقعدين في صيف وشتاء 2003م واعقبتهما إيطاليا مطلع العام 2004م.
اما تصميم الطائرة بمقعد واحد للطيار فقد سلم بداية عام 2005م وتسلمت الدول المشاركة في إنتاجها نحو 50 طائرة.
وتجهز بمدفع من طراز «ماوزر بي كي» عيار 27ملم وبها 13 موقعا لحمل السلاح أربعة تحت كل جناح وخمسة تحت البدن. وتحمل الطائرة أنواعا من الصواريخ للقتال الجوي المتفوق وصاروخين جوالين كروز ومثلهما مضادين للرادارات وصواريخ مضادة للدفاعات الأرضية المعادية وأخرى مضادة للدروع وثالثة للمعارك البحرية.

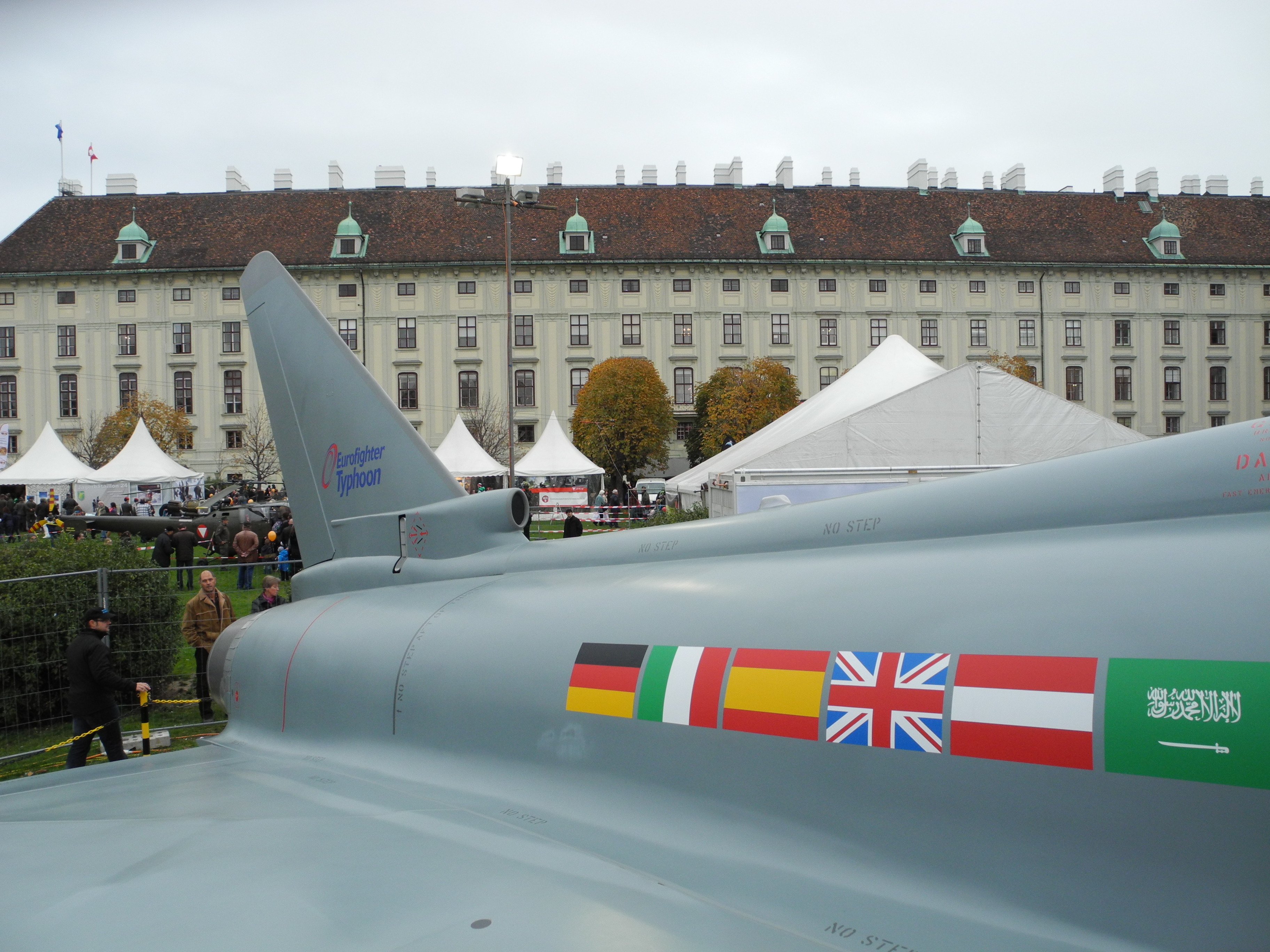
السعودية تصنع بعض اجزاء طائرة تايفون

في أكتوبر 2020، حصلت الشركة السعودية للتقنيات المتقدمة «وهج»، على رخصة الجودة، من شركة بي إيه إي سيستمز، كأول شركة سعودية تصنع مكونات طائرات التايفون في المملكة، وسيتم إنتاج المكونات وقطع الغيار محلياً في السعودية. وتعد شركة وهج إحدى الشركات الحاصلة على علامة (AS9100) التي تعمل على ضمان تصنيع المنتجات في مجالي الطيران والدفاع بدقة عالية. وستكون الشركة جزءا من سلسلة الشركات الموردة التابعة لـشركة بي إيه إي سيستمز، لتوفير المكونات الآلية لتايفون في المملكة.

## المشغلين
| الشريحة      | النمسا | ألمانيا | إيطاليا | عُمان | السعودية | إسبانيا | المملكة المتحدة | الكويت | المجموع |
| ------------ | ------ | ------- | ------- | ---- | -------- | ------- | --------------- | ------ | ------- |
| الشريحة 1    | 15     | 33      | 28      | 0    | 0        | 19      | 53              | 0      | 148     |
| الشريحة 2    | 0      | 79      | 47      | 0    | 24       | 34      | 67              | 0      | 251     |
| الشريحة 3إيه | 0      | 31      | 21      | 12   | 48       | 20      | 40              | 28     | 172     |
| الشريحة 4    | 0      | 38      | 0       | 0    | 0        | 0       | 0               | 0      | 38      |
| المجموع      | 15     | 143     | 96      | 12   | 72       | 73      | 160             | 24     | 661     |

| الدول           | 2003-2007 | 2008-2012 | 2013-? | المجموع   |
| --------------- | --------- | --------- | ------ | --------- |
| السعودية        | 1         | 48        | 23     | 72        |
| النمسا          | 15        | 0         | 0      | 15        |
| إسبانيا         | 19        | 34        | 20     | 73        |
| ألمانيا         | 33        | 79        | 31     | 143       |
| عُمان            | 0         | 0         | 0      | 12 (2017) |
| المملكة المتحدة | 53        | 67        | 40     | 160       |
| إيطاليا         | 28        | 47        | 21     | 96        |
| المجموع         | 148       | 251       | 172    | 571       |

السعودية

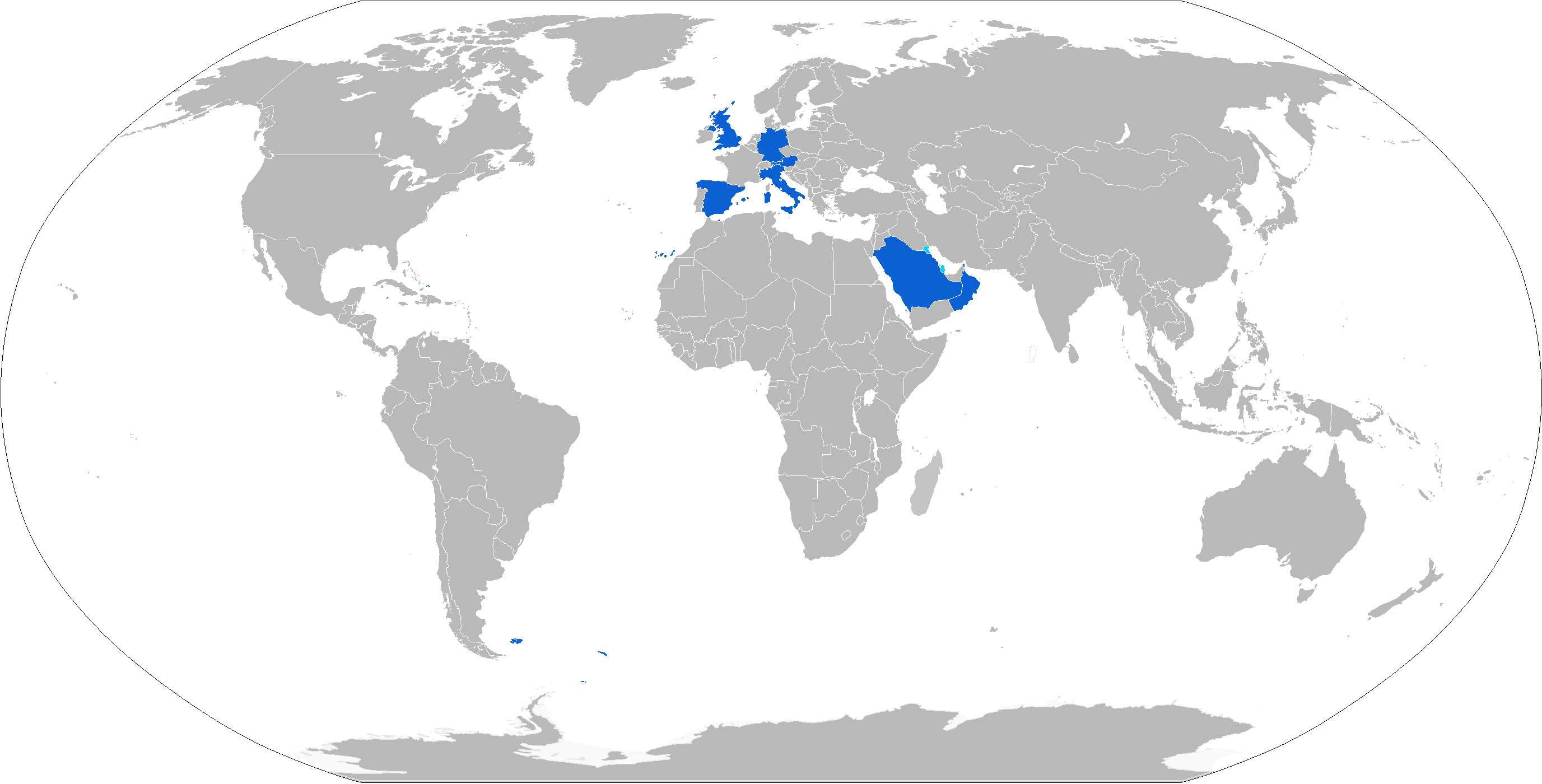
مستخدمي التايفون في العالم

وقّعت السعودية بروتوكول اتفاق مع بريطانيا لشراء 48 طائرة مقاتلة إضافة لأسطولها الحالي من طراز «يوروفايتر تايفون»، بحسب ما أعلنت مجموعة الصناعات الجوية والدفاعية البريطانية «بي إيه إي سيستمز» الجمعة واعتبرت الشركة التي تنتمي إلى مجموعة شركات «يوروفايتر» الأوروبي مع إيرباص، والإيطالية فينميكانيكا، أن بروتوكول الاتفاق يشكل «مرحلة إيجابية» نحو إنجاز العقد مع السعودية، وقد تم توقيعه بمناسبة زيارة ولي العهد السعودي الأمير محمد بن سلمان إلى بريطانيا عام 2018.

### الكويت
في يونيو 2015، ذكر أن الكويت تجري محادثات مع القوات الجوية الإيطالية وشركة إلينيا إرماتشي حول احتمال شراء ما يصل إلى 28 يوروفايتر تايفون لسربين. يوم 11 سبتمبر عام 2015، أكدت يوروفايتر أن اتفاقا قد تم التوصل لتزويد الكويت بعدد 28 طائرة.

### مصر
في اواخر 2019 تعاقدت مصر على صفقه ضخمه مع إيطاليا فرقاطتي “فريم بيرجاميني” الإيطاليتين لصالح البحرية المصرية وعدد من طائرات تايفون الاوروبيه الحديث عن 24 مقاتله قابله للزيادة وهى الصفقة التي شغلت العالم.

### خطط للشراء

#### العراق
في يونيو 2017، صرح رئيس الوزراء العراقي السابق حيدر العبادي بأنه يعتزم شراء طائرة مقاتلة من طراز يوروفايتر تايفون لصالح سلاح الجو العراقي.

## المواصفات
البيانات من RAF Typhoon data, Air Forces Monthly, Superfighters, and Brassey's Modern Fighters
الخصائص العامة
- الطاقم: 1 (طائرة عمليات) أو 2 (طائرة تدريب)
- الطول: 15.96 m (52.4 قدم)
- باع الجناح: 10.95 m (35.9 قدم)
- الارتفاع: 5.28 m (17.3 قدم)
- مساحة الجناح : 51.2 m²[26] (551 قدم2)
- الوزن فارغة: 11,000 kg[27][N 1] (24,000 رطل)
- الوزن محملة: 16,000 kg[28][N 2] (35,270 رطل)
- وزن الإقلاع الأقصى: 23,500 kg[26] (51,800 رطل)
- محرك الطائرة: 2 × إي جيه 200 حارق لاحق محرك عنفي مروحي
  - الدفع (جاف): 60 kN (13,500 رطلق)  الواحد
  - الدفع مع حارق لاحق: >90 kN[27][29] (20,230 رطلق) الواحد
- سعة الوقود: 5,000 كـغ (11,020 رطل) internal[30][31]

الأداء
- السرعة القصوى: 

  - على أرتفاع: ماخ 2 class[32] (2,495 كم/س أو 1,550 ميل/س at 10,975m altitude)[33][34]
  - على مستوى سطح البحر: ماخ 1.25[25] (1,530 كم/س أو 950 ميل/س)[35]
  - سوبر كروز: ماخ 1.5[36]
- مدى (طائرة): 2,900 km (1,800 ميل)
- المدى القتالي: 
(with 3 external 1,000 l tanks)
  - هجوم أرضي, lo-lo-lo: 601 كـم (325 nmi)
  - هجوم أرضي, hi-lo-hi: 1,389 كـم (750 nmi)

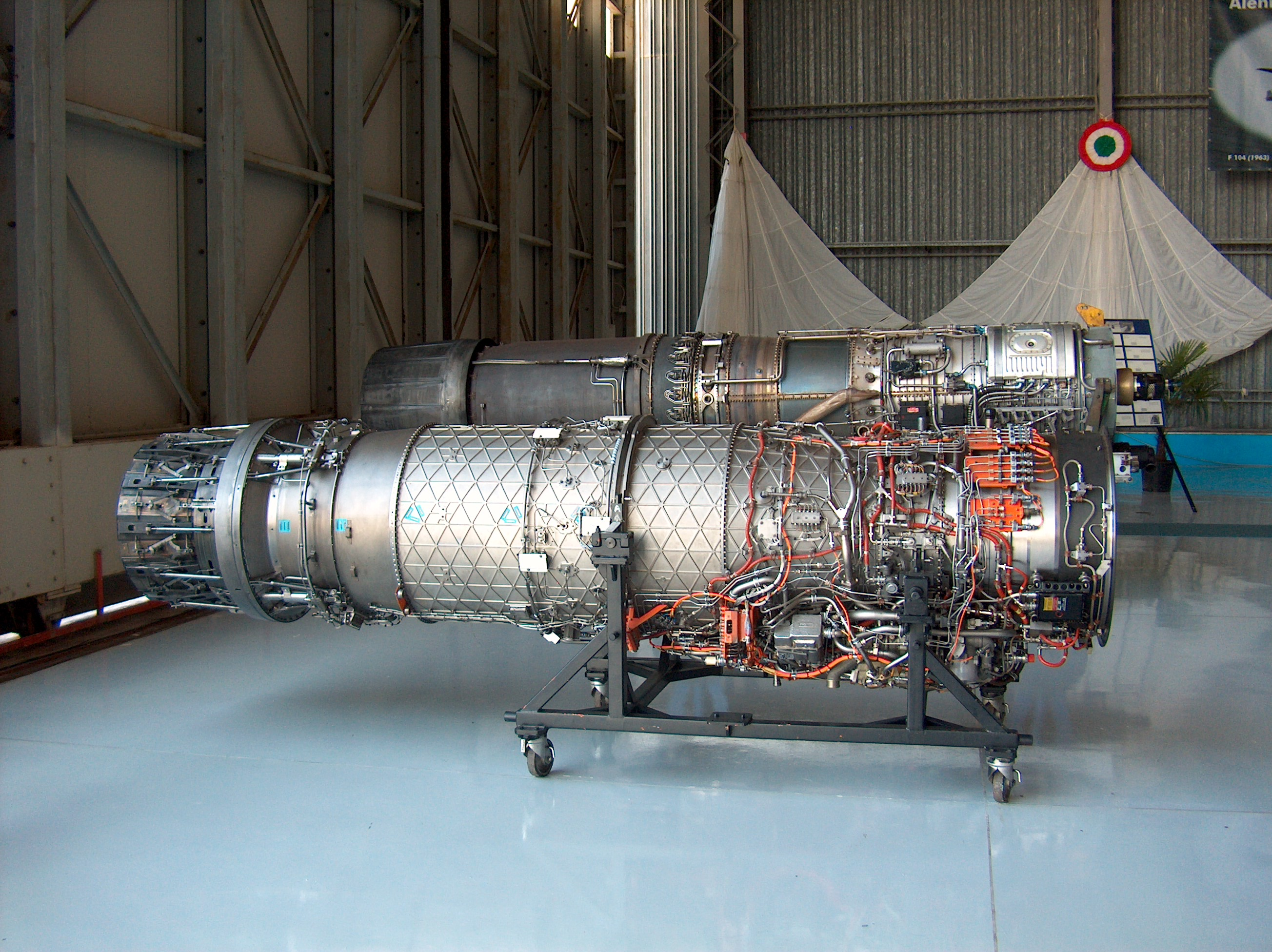
محرك EJ200

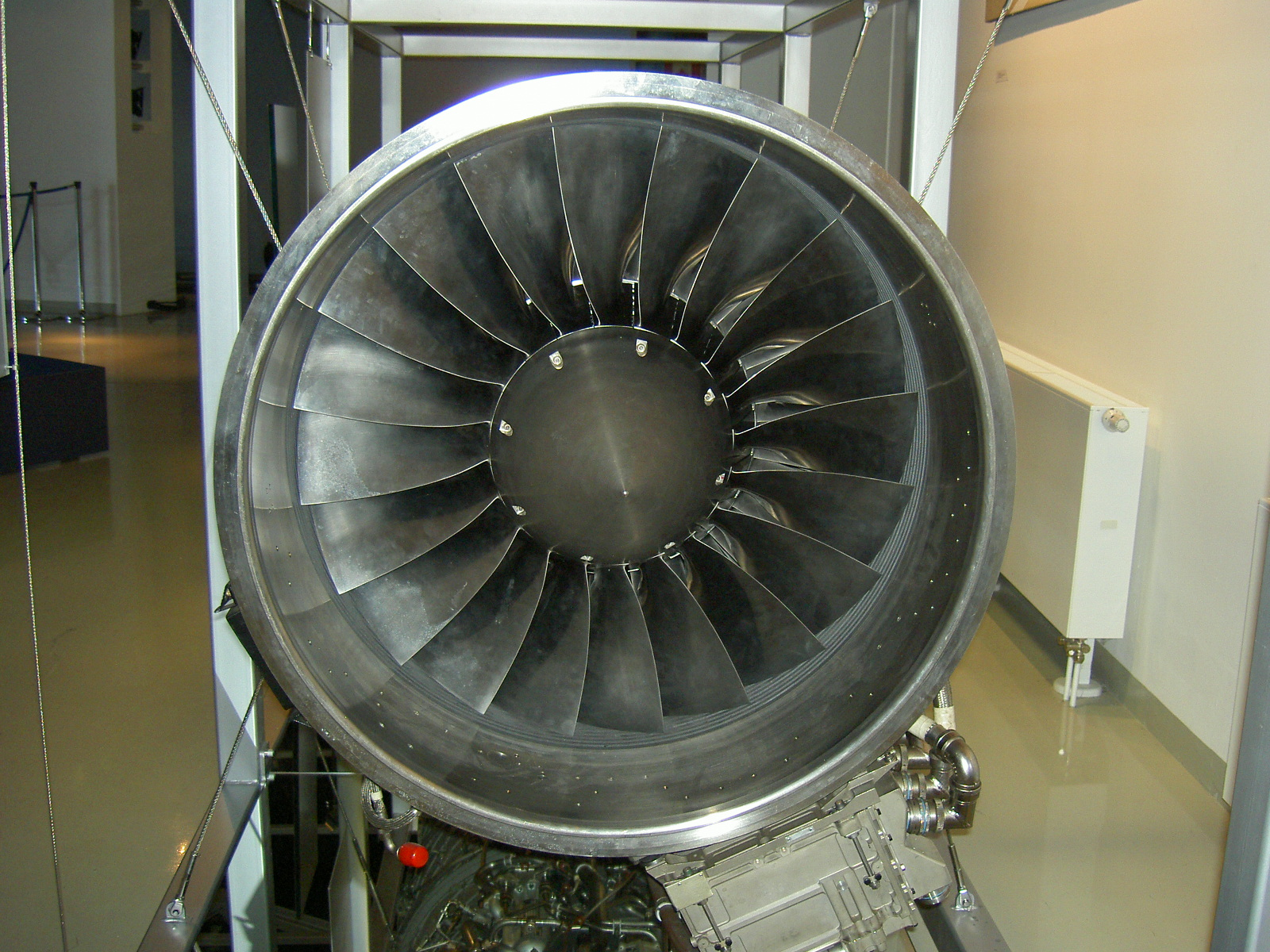
محرك الطائرة

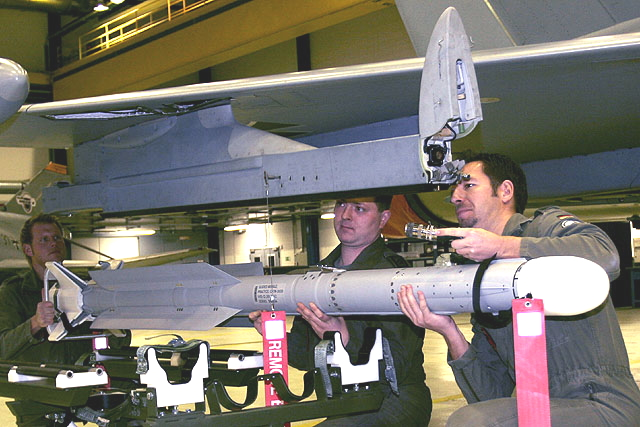
German ground crew mount an صاروخ إيريس - تي to a Eurofighter.

  - Air defence with 3-hr combat air patrol: 185 كـم (100 nmi)
  - Air defence with 10-min. loiter: 1,389 km (750 nmi) [26][37]
- المدى: >3,790 km (2,350 ميل with 3 drop tanks)
- سقف الخدمة: 19,812 m (65,000 قدم[38][39])
- معدل الصعود: >318 m/s[40][N 3][41] (62,600 قدم/د)
- حمولة الجناح: 312 kg/m²[26] (63.9 lb/ft²)
- دفع/وزن: 1.15 (interceptor configuration)[26][42]
- أقصى حمل  ': +9/−3 g[43]
- Brakes-off to Take-off acceleration: <8 sec
- Brakes-off to supersonic acceleration: <30 s
- Brakes-off to ماخ 1.6 at 11,000 m (36,000 ft): <150 s[44][N 4]

التسليح

- نقطة تعليقs: Total of 13: 8 × under-wing; and 5 × under-fuselage pylon stations; holding in excess of 9,000 كـغ (19,800 رطل) of payload[26][45][46]
Typical multi-role configuration for a Tranche 2-P1E would be 4×AMRAAM, 2×ASRAAM/IRIS-T, 4×EGBU-16/Paveway-IV, 2×1000-litre supersonic fuel tanks and a targeting pod.[47]
- صواريخ: 
[48]
  - صاروخ جو-جوs:
    - إيه آي إم-120 أمرام (AIM-120C-5/7 مخطط له for P2E)
    - إيه آي إم-132 أسرام
    - إيه آي إم-9 سايدويندر
    - صاروخ إيريس - تي
    - ميتور (صاروخ)

  - صاروخ جو-أرضs:
    - إيه جي إم-65 مافريك
    - إيه جي إم-88 هارم
    - صاروخ بريمستون
    - Taurus KEPD 350
    - ستورم شادو
    - سبير 3 (مخطط له)[49]
    - MBNA Marte ER anti-ship missile  [لغات أخرى]‏
    - Joint Strike Missile (مخطط له)[50]
- قنابل:
  - Paveway II/III/Enhanced Paveway  [لغات أخرى]‏ series of قنبلة موجهة بالليزرs (LGBs)
  - بيفواي الرابعة
  - قنبلة صغيرة القطر (مخطط له لـ P2E)
  - ذخائر الهجوم المباشر المشترك (JDAM), في المستقبل
  - HOPE/HOSBO, في المستقبل
- أخرى:
  - ديموقليس (جراب استهداف)
  - LITENING III laser targeting pod  [لغات أخرى]‏
  - Sniper Advanced Targeting Pod
  - Up to 3 خزان وقود خارجي قابل للإسقاطs for ferry flight or extended range/loitering time

الكترونيات الطيران

- Euroradar CAPTOR Radar
- Passive Infra-Red Airborne Tracking Equipment (PIRATE)[51]
- Praetorian DASS

### اقتباسات
1. ↑  مذكور في: World Air Forces 2014. تاريخ النشر: 2014.
2. ↑  مذكور في: World Air Forces 2008. تاريخ النشر: 17 نوفمبر 2008.
3. ↑  Richardson 2001, p. 113.
4. 1 2  "Features". Eurofighter Typhoon (بالإنجليزية). Archived from the original on 2023-07-11. Retrieved 2023-08-13.
5. ↑  "Institute of Peace and Conflict Studies" (PDF). أبريل 2012. مؤرشف من الأصل (PDF) في 2023-04-04.
6. ↑  "شركة سعودية تحصل على رخصة لتصنيع أجزاء من طائرة "تايفون" البريطانية". RT Arabic. مؤرشف من الأصل في 2020-12-02. اطلع عليه بتاريخ 2021-04-14.
7. ↑  "أول شركة سعودية تحصل على رخصة تصنيع مكونات طائرات التايفون في المملكة". مؤرشف من الأصل في 2020-11-20. {{استشهاد ويب}}: الوسيط غير المعروف |= تم تجاهله (مساعدة)
8. ↑  "شركة سعودية تحصل على رخصة لتصنيع أجزاء من طائرة تايفون". مؤرشف من الأصل في 2020-11-01. {{استشهاد ويب}}: الوسيط غير المعروف |= تم تجاهله (مساعدة)
9. ↑  "أول رخصة سعودية لتصنيع المكونات الميكانيكية لطائرات التايفون". مؤرشف من الأصل في 2020-11-20. {{استشهاد ويب}}: الوسيط غير المعروف |= تم تجاهله (مساعدة)
10. ↑  "Saudi Arabia's Wahaj to work on Typhoon components". مؤرشف من الأصل في 2020-11-20. {{استشهاد ويب}}: الوسيط غير المعروف |= تم تجاهله (مساعدة)
11. ↑  "Saudi Arabia's Wahaj to work on Typhoon components". مؤرشف من الأصل في 2020-11-17. {{استشهاد ويب}}: الوسيط غير المعروف |= تم تجاهله (مساعدة)
12. ↑  Hoyle, Craig. "UK to receive first Tranche 2 Eurofighter Typhoons." Flightglobal.com,  21 October 2008. Retrieved: 7 July 2012. نسخة محفوظة 11 أكتوبر 2017 على موقع واي باك مشين.
13. ↑  http://www.airpower.at/news07/0627_eingespart/index.html "Der Darabos-Deal." Airpower.at, 2 April 2007. Retrieved: 28 November 2009. نسخة محفوظة 2019-09-08 على موقع واي باك مشين.
14. ↑  السعودية تتسلم 72 مقاتلة تايفون العام المقبل.. ولا نقاشات حول صفقة عسكرية أميركية, أخبــــــار [وصلة مكسورة] نسخة محفوظة 2020-08-21 على موقع واي باك مشين.
15. ↑  Oman to obtain 12 Typhoons, eight Hawks نسخة محفوظة 07 مارس 2016 على موقع واي باك مشين.
16. ↑  "السعودية تشتري من بريطانيا 48 طائرة مقاتلة من طراز "تايفون"". العين الإخبارية. 9 مارس 2018. مؤرشف من الأصل في 2021-04-17. اطلع عليه بتاريخ 2021-04-14.
17. ↑  "السعودية تتفق على شراء 48 طائرة "يورو فايتر"". arabic.sputniknews.com. مؤرشف من الأصل في 2020-09-27. اطلع عليه بتاريخ 2021-04-14.
18. ↑  "Eurofighter welcomes the agreement between Italy and Kuwait for the supply of 28 Eurofighter Typhoons". Eurofighter. 11 سبتمبر 2015. مؤرشف من الأصل في 2019-02-17. اطلع عليه بتاريخ 2015-09-11.
19. ↑  "Kuwait Opts For Eurofighter Typhoon". Aviation Week. 11 سبتمبر 2015. مؤرشف من الأصل في 2019-03-29. اطلع عليه بتاريخ 2015-09-11.
20. ↑  "مصر تستعد لأضخم صفقة عسكرية مع دولة أوروبية". RT Arabic. مؤرشف من الأصل في 2021-02-21. اطلع عليه بتاريخ 2021-04-14.
21. ↑  "Iraq: Contacts on the Eurofighter Typhoon". Tactical Report (بالإنجليزية). 6 Mar 2017. Archived from the original on 2023-08-15. Retrieved 2023-08-13.
22. ↑  "Typhoon." Raf.mod.uk, 1 July 2005. Retrieved: 28 November 2009. نسخة محفوظة 18 أكتوبر 2012 على موقع واي باك مشين.
23. ↑  Ayton, Mark. "Kings of Swing". Air Forces Monthly, Key Publishing, September 2008, pp. 58–67
24. ↑  Williams, Mel, ed. "Typhoon". Superfighters, The Next Generation of Combat Aircraft. London: AIRtime, 2002. ISBN 1-880588-53-6.
25. 1 2  Spick 2002
26. 1 2 3 4 5 6 7  "Eurofighter Typhoon". All the World's Aircraft. Jane's Information Group, 2013.
27. 1 2  "Eurofighter Typhoon | The world's most advanced fighter aircraft". Eurofighter.com. مؤرشف من الأصل في 2013-11-05. اطلع عليه بتاريخ 2014-06-09.
28. ↑  "Eurofighter Typhoon". eurofighter.com. Retrieved: 30 October 2010. نسخة محفوظة 03 يناير 2017 على موقع واي باك مشين.
29. ↑  "MTU_EJ200_ProdBl_2012.qxd" (PDF). مؤرشف من الأصل (PDF) في 2014-01-02. اطلع عليه بتاريخ 2014-06-09.
30. ↑  (referenced on Page 9 as '5t') نسخة محفوظة 03 يناير 2017 على موقع واي باك مشين.
31. ↑  http://eurofighter.airpower.at/technik-daten.htm tank capacity Tankinhalt: 4.996 kg / 6.215 Liter نسخة محفوظة 2020-07-25 على موقع واي باك مشين.
32. ↑  "Typhoon". Aerospaceweb.org. مؤرشف من الأصل في 2019-04-26. اطلع عليه بتاريخ 2014-12-15.
33. ↑  BMLVS - Abteilung Kommunikation. "Bundesheer - Waffen und Gert - Eurofighter EF 2000". مؤرشف من الأصل في 2013-10-29.
34. ↑  "Euofighter Typhoon - BAE Systems". baesystems.com. مؤرشف من الأصل في 2015-10-16. اطلع عليه بتاريخ 2015-04-01.
35. ↑  See عدد ماخ for relationship.
36. ↑  Owen, Paul S. "Eurofighter cockpit." Eurofighter-typhoon.co.uk 7 December 1997. Retrieved: 28 November 2009. نسخة محفوظة 28 August 2008 على موقع واي باك مشين.
37. ↑  "Eurofighter." fas.org. Retrieved: 1 November 2009. نسخة محفوظة 14 ديسمبر 2017 على موقع واي باك مشين.
38. ↑  "Archived copy" (PDF). مؤرشف من الأصل (PDF) في 2015-07-14. اطلع عليه بتاريخ 2015-06-06.{{استشهاد ويب}}:  صيانة الاستشهاد: الأرشيف كعنوان (link)
39. ↑  "India and the Rafale – Anatomy of a Bad Deal" IPCS. Retrieved: April 2012. نسخة محفوظة 11 أكتوبر 2017 على موقع واي باك مشين.
40. ↑  "FLUG REVUE May 1999: Test pilots rate Eurofighter Typhoon". 23 مارس 2010. مؤرشف من الأصل في 23 March 2010. اطلع عليه بتاريخ 21 October 2016. {{استشهاد ويب}}: الوسيط |حالة المسار=unknown غير صالح (مساعدة)
41. ↑  http://www.f-16.net/forum/download/file.php?id=23618&sid=a2c8cb8a974cbe410fe5ccc06444c008&mode=view%5Bوصلة+مكسورة%5D
42. ↑  "Typhoon". مؤرشف من الأصل في 2016-10-20. اطلع عليه بتاريخ 2016-10-21.
43. ↑  Typhoon Technical Data. eurofighter.com نسخة محفوظة 05 نوفمبر 2013 على موقع واي باك مشين.
44. ↑  "Typhoon". BAE Systems. 3 يونيو 2014. مؤرشف من الأصل في 2015-09-23. اطلع عليه بتاريخ 2014-06-09.
45. ↑  "Benefits for Belgium". مؤرشف من الأصل في 2017-10-11. اطلع عليه بتاريخ 2016-10-21.
46. ↑  "Eurofighter Typhoon: Weapons loadout." نسخة محفوظة 18 September 2009 على موقع واي باك مشين. typhoon.starstreak.net. Retrieved: 1 November 2009.
47. ↑  Penrice، Craig؛ Hilditch، Laurie (نوفمبر 2013). "The Secret Behind A Good Fighter Weapons System" (PDF). Eurofighter WORLD. ص. 41. مؤرشف من الأصل (PDF) في 2018-10-01. اطلع عليه بتاريخ 2013-11-20.
48. ↑  AirForces Monthly May/June 2014 Eurofighter 20th Anniversary Special
49. ↑  "UK MoD funds further development of Spear 3 missile". 18 مايو 2016. مؤرشف من الأصل في 2019-02-21. اطلع عليه بتاريخ 2016-10-21.
50. ↑  "Kongsberg's JSM missile to be added to Eurofighter Typhoon weapons package". 21 مارس 2017. مؤرشف من الأصل في 2019-03-15. اطلع عليه بتاريخ 2017-03-30.
51. ↑  Pettersson، Mattias. "P.I.R.A.T.E VERSUS RAPTOR". مؤرشف من الأصل في 2018-10-07.

### قائمة المراجع
- Boot, Roy. From Spitfire to Eurofighter: 45 years of Combat Aircraft Design. Shrewsbury, UK: AirLife Publishing Ltd., 1990. ISBN 1-85310-093-5.
- Buttler, Tony. British Secret Projects: Jet Fighters Since 1950. Hinckley, UK: Midland Publishing, 2000. ISBN 1-85780-095-8.
- Eden، Paul، المحرر (1 يونيو 2006). The Encyclopedia of Modern Military Aircraft. London, UK: Amber Books, 2004. ISBN:1-904687-84-9.
- Harkins, Hugh. Eurofighter 2000, Europe's Fighter for the New Millennium (Aerofax 6). Earl Shilton, UK: Midland Publishing, 2006, First edition 1997. ISBN 1-85780-068-0.
- Matthews, Henry. Prelude to Eurofighter: EAP (Experimental Aircraft Programme) (X-Planes Profile-1). Beirut, Lebanon: HPM (Henry Paul Matthews) Publications, 2000.
- Richardson, Doug. Stealth Warplanes: Deception, Evasion and Concealment in the Air. London: Salamander, 2001. ISBN 0-7603-1051-3.
- Spick, Mike. "Eurofighter EF 2000 Typhoon". Brassey's Modern Fighters: The Ultimate Guide to In-Flight Tactics, Technology, Weapons, and Equipment. Washington, DC: Potomac Books Inc, 2002. ISBN 1-57488-462-X.
- Spick, Mike. "Eurofighter Typhoon." The Great Book of Modern Warplanes. St. Paul, Minnesota USA: MBI Publishing Company, 2000. ISBN 0-7603-0893-4.
- Williams, Mel, ed. "Dassault Rafale". Superfighters, The Next Generation of Combat Aircraft. London: AIRtime, 2002. ISBN 1-880588-53-6.

## روابط خارجية
- الموقع الرسمي للطائرة يوروفايتر
- Austrian Air Force Eurofighter page (بالألمانية)

- Luftwaffe Eurofighter (بالألمانية)

- Royal Air Force Eurofighter page
- Unofficial UK Eurofighter site
- موقع شركة إي أي دي أس
- يوروفايتر